# Igor Němec (politik)
Igor Němec (* 6. dubna 1959 Praha) je bývalý český pravicový politik a spoluzakladatel ODS, v letech 1991–1993 ministr kontroly ČR a v letech 1993–1996 ministr bez portfeje ČR a vedoucí Úřadu vlády ČR, v letech 1990–1992 poslanec Federálního shromáždění a v letech 1997–1998 poslanec Poslanecké sněmovny PČR. V roce 2002 byl během historických povodní krátce i primátor hlavního města Prahy, počátkem 21. století pak prezidentem Šachového svazu ČR. V letech 2005–2015 byl předsedou Úřadu pro ochranu osobních údajů, od listopadu 2023 do konce srpna 2024 byl ředitelem kanceláře generálního ředitele ČT Jana Součka.

## Životopis
Pochází z rodiny, kterou pronásledovala nacistická i komunistická diktatura. Vystudoval Matematicko-fyzikální fakultu Univerzity Karlovy, obor numerická matematika. Do roku 1987 působil jako matematik-analytik na Fakultě všeobecného lékařství Univerzity Karlovy, katedra nukleární medicíny. V období let 1987–1990 byl zaměstnancem podniku Meta, který se zabýval výrobou softwaru.

### Kariéra
Ve volbách roku 1990 zasedl do české části Sněmovny národů Federálního shromáždění (volební obvod Praha) za Občanské fórum. Po rozkladu OF v roce 1991 přešel do poslaneckého klubu Občanské demokratické strany (ODS). Ve volbách roku 1992 přešel do Sněmovny lidu (jako lídr kandidátky ODS v Praze). Ve Federálním shromáždění setrval do zániku Československa v prosinci 1992.
V této době zastával i vládní posty. V letech 1991–1992 byl ministrem kontroly české vlády Petra Pitharta. V české vládě setrval i v následném období. V roce 1992 zasedl, opět jako ministr kontroly, za ODS do vlády Václava Klause. Na tomto postu setrval do června 1993, kdy bylo toto ministerstvo zrušeno (vznikl z něj Nejvyšší kontrolní úřad) a Němec přešel na post ministra bez portfeje. Zastával funkci ministra-vedoucího Úřadu vlády ČR. Zároveň byl jmenován předsedou Rady vlády pro vědu a výzkum. Ve vládě setrval do konce jejího funkčního období v roce 1996.
V letech 1996–1997 byl předsedou Úřadu pro státní informační systém. Krátce se tehdy i vrátil do zákonodárného sboru. Jako náhradník nastoupil v září 1997 do Poslanecké sněmovny Parlamentu České republiky za ODS a setrval zde do předčasných voleb roku 1998. Byl členem zahraničního výboru Poslanecké sněmovny.
Od roku 1998 byl členem Rady hlavního města Prahy zodpovědný za kulturu, tělovýchovu, církve a náboženské společnosti, pro veletrhy a výstavnictví a pro cestovní ruch. V červnu 2002 se stal primátorem hlavního města Prahy (poté, co funkci a ODS opustil dosavadní primátor Jan Kasl). Ve stejném roce zasáhla Prahu ničivá povodeň. Památným se stal jeho výrok z 13. srpna 2002 v 19 hodin (povodňová vlna se tehdy blížila ke svému maximu), kdy prohlásil: „Já bych řekl, že Praha není ohrožena. Situace je, bych řekl, nadmíru výtečná. Všechny orgány pracují, jak mají. … Tak přiteče víc kubíků… To, o kolik stoupne, asi není v tuto chvíli důležité, protože jestli to je o 20, 10 centimetrů… Důležité je, že se ta zatopená plocha rozšiřovat nebude.“ V následných podzimních komunálních volbách roku 2002 mandát primátora neobhajoval (kandidátem ODS byl Pavel Bém).
Od srpna 2005 byl předsedou Úřadu na ochranu osobních údajů, navržen ke jmenování Senátem byl 4. srpna 2005; od 1. září 2005, kdy se ujal funkce, vystoupil z ODS a není tak členem žádné politické strany. Po pěti letech byl ve funkci opětovně potvrzen hlasováním Senátu 23. června 2010 a následně jmenován prezidentem Klausem. Jeho nástupkyní byla v roce 2015 jmenována Ivana Janů, bývalá soudkyně Ústavního soudu.
Od listopadu 2023 jej nový generální ředitel České televize (ČT) Jan Souček jmenoval vedoucím svého sekretariátu. Výběr vyvolal pozornost, protože Němec má vazby na bývalého předsedu a stávajícího místopředsedu Rady ČT Pavla Matochu. Němec dále v minulosti vystoupil na akci protizápadních politiků a aktivistů a v roce 2020 ve slovenském dezinformačním internetovém rádiu Slobodný vysielač obvinil média včetně ČT, že zbytečně straší pandemií nemoci covid-19, a vymezil se mimo jiné proti EU a NATO. Souček se distancoval od „osobních názorů“ ředitele své kanceláře a prohlásil, že si s ním o jeho výrocích promluví. V srpnu 2024 se Igor Němec zúčastnil pravidelného setkání v Příčovech, kterých se účastní protidemokratičtí aktivisté a známí dezinformátoři, označující se za tzv. „vlastence“. Dne 27. srpna 2024 Souček oznámil, že Němce propouští z pozice vedoucího svého sekretariátu z důvodu názorového rozchodu.

## Osobní život
Je šachistou mistrovské úrovně, hraje za šachový oddíl TJ DUKLA Praha a počátkem 21. století byl prezidentem Šachového svazu České republiky (ŠSČR). Je ženatý, s manželkou Renatou má čtyři děti.